# Springfield (Massachusetts)
Springfield es una ciudad ubicada en el condado de Hampden, al sur del estado estadounidense de Massachusetts, cerca de la frontera con Connecticut. En el censo de 2020 tenía una población de 155 929 habitantes y una densidad poblacional de 1787 personas por km². Se encuentra sobre la orilla izquierda del río Connecticut. 
Springfield está situado a 38 km al norte de Hartford (Connecticut). La región de Hartford y Springfield cuenta con aproximadamente 1 800 000 habitantes, y 160 000 estudiantes universitarios en 32 universidades, razón por la que se conoce como el «corredor del conocimiento». Solo la zona de Boston cuenta con una mayor concentración de instituciones de educación superior.
El juego de baloncesto fue inventado en Springfield en 1891 por el canadiense James Naismith. El Salón de la fama del Baloncesto se encuentra en Springfield. Springfield es famoso por muchas cosas más, incluyendo la primera compañía de motocicletas de Estados Unidos (Indian, 1901) y el primer automóvil propulsado con gasolina (Duryea Motor Wagon, 1893).

## Historia
Springfield existe porque se encuentra en una encrucijada natural. Es en Springfield que tres ríos se encuentran, y el río Connecticut es demasiado profunda para los buques oceánicos. Nativos americanos vivían en Springfield desde hace miles de años debido a su excelente ubicación, y el suelo fértil para la agricultura. El empresario inglés William Pynchon en 1636 se dio cuenta de que Springfield fue la mejor de la tierra cerca del río Connecticut. Pynchon compró la tierra a los nativos americanos durante 18 años.
George Washington eligió el sitio en 1777 para el "Springfield Armory". Después de que Springfield es un arsenal importante de armas y rifles. Este negocio atrajo a muchos inventores de Springfield. Por ejemplo, el inventor Charles Goodyear inventó la vulcanización del caucho en Springfield en 1844.
John Brown (abolicionista) fue a Springfield en 1846 y es donde se convirtió en un abolicionista. Después de la guerra civil americana, Springfield es la segunda ciudad más rica de los Estados Unidos. Durante este tiempo, muchas de las grandes mansiones se construyen en la ciudad, dándole el apodo de "The City of Homes."
En 1891, James Naismith inventó el baloncesto en la universidad de Springfield. En 1892, los hermanos Duryea construyó el primer motor de gasolina de automóviles en los Estados Unidos. En 1895, el primer juego de voleibol se jugó en Springfield, aunque se inventó en Holyoke (Massachusetts). La primera motocicleta del mundo moderno fue desarrollada en Springfield en 1901( la prestigiosa Indian). A su vez, el primer motor de explosión moderno en el mundo fue inventado en Springfield en 1905.
La única fábrica de Rolls Royce vez establecidos fuera de Inglaterra se hicieron en Springfield durante la década de 1920, y están considerados entre los mejores automóviles jamás se ha hecho. El arsenal de Springfield fue cerrado en 1968 durante la guerra de Vietnam. Hoy en día, la Springfield Armory es un parque nacional.
La ciudad cuenta con uno de los parques públicos más grandes en los Estados Unidos, "Forest Park". El parque es casi tan grande como el Central Park de Nueva York. Tiene un zoológico, jardines de rosas, y paseos. También en Springfield son las famosas esculturas del Dr. Seuss y Augustus Saint-Gaudens. Springfield cuenta con un museo de la Ciencia, un museo de arte, un museo de curiosidades, un museo de la historia, y un museo de la historia de Springfield. Se llama "El Cuadrángulo", y es el centro cultural más amplio en el oeste de Nueva Inglaterra.

## Geografía
Springfield se encuentra en una encrucijada natural, en la confluencia de tres ríos. El río más largo en los Estados de Nueva Inglaterra, el río Connecticut, fluye a través de Springfield. En el río de Connecticut es la confluencia del río de Westfield y el río de Chicopee en Springfield.
Springfield está rodeado por todos lados por montañas, pero se encuentra en un fértil valle. Al oeste de Springfield son las montañas de Berkshires. Al norte de Springfield se encuentran las montañas de Holyoke.
Springfield se encuentra ubicada en las coordenadas 42°6′56″N 72°32′24″O / 42.11556, -72.54000. Según la Oficina del Censo de los Estados Unidos, Springfield tiene una superficie total de 85.66 km², de la cual 82.53 km² corresponden a tierra firme y (3.65%) 3.13 km² es agua.

## Demografía
Según el censo de 2010, había 153.060 personas residiendo en Springfield. La densidad de población era de 1.786,86 hab./km². De los 153.060 habitantes, Springfield estaba compuesto por el 51.83% blancos, el 22.26% eran afroamericanos, el 0.64% eran amerindios, el 2.44% eran asiáticos, el 0.08% eran isleños del Pacífico, el 18.04% eran de otras razas y el 4.7% pertenecían a dos o más razas. Del total de la población el 38.84% eran hispanos o latinos de cualquier raza.